# Chase Stevens
Pour les articles homonymes, voir Stevens.
Chase Ryan Clark, mieux connu sous le nom de Chase Stevens, né le 17 janvier 1979 à Washington en Indiana, est un catcheur américain qui était sous contrat avec la Total Nonstop Action Wrestling jusqu'en mai 2007.

## Palmarès et récompenses
- International Wrestling Association
  - IWA Tag Team Championship[3]

- National Wrestling Alliance
  - 3 fois NWA World Tag Team Championship avec Andy Douglas[3]

- Pro Wrestling Illustrated
  - Classé 90e des 500 meilleurs catcheurs en 2005[4]

- Top Rope Wrestling
  - NWA Top Rope Southern Heavyweight Championship[3]